# Estación de Uznach
La estación de Uznach es una estación ferroviaria de la comuna suiza de Uznach, en el Cantón de San Galo.

## Historia y ubicación
La estación de Uznach fue inaugurada en 1859 con la apertura de la línea férrea que comunica a Ziegelbrücke con Rapperswil por parte del Vereinigte Schweizerbahnen (VSB). En 1910 se inauguró la línea Uznach - Wattwil, también denominada Rickenbahn.
La estación se encuentra ubicada en el centro del núcleo urbano de Uznach. Cuenta con un dos andenes, uno central y otro lateral, a los que acceden tres vías pasantes. Además, también hay otra vía pasante y un haz de tres vías muertas para el apartado y estacionamiento de material, o para la carga y descarga de mercancías.
En términos ferroviarios, la estación se sitúa en la línea Rapperswil - Ziegelbrücke, y es el inicio de la línea Uznach - Wattwil. Sus dependencias ferroviarias colaterales son la estación de Schmerikon hacia Rapperswil, la estación de Benken en dirección Ziegelbrücke y la estación de Kaltbrunn hacia Wattwil.

## Servicios ferroviarios
Los servicios ferroviarios de esta estación están prestados por SBB-CFF-FFS y por SOB (SudÖstBahn):

### Larga distancia
- IR Voralpen Romanshorn - Neukirch-Egnach - Muolen - Häggenschwil-Winden - Roggwil-Berg - Wittenbach - San Galo-San Fiden - San Galo - Herisau - Degersheim - Wattwil - Uznach - Schmerikon - Rapperswil - Pfäffikon - Wollerau - Biberbrugg - Arth-Goldau - Küssnacht am Rigi - Meggen Zentrum - Lucerna Verkehrshaus - Lucerna. Servicios cada hora. Operado por SOB.

### Regionales
- R Rapperswil - Ziegelbrücke - Glaris - Schwanden - Linthal. Existen frecuencias cada hora en cada dirección, desde las 6 de la mañana hasta la medianoche.[1]

### S-Bahn San Galo
A la estación llega una línea de la red de trenes de cercanías S-Bahn San Galo.
- S 4 San Galo – Herisau – Wattwil – Uznach.